# Пухово (Воронежская область)
Пухово — село в Лискинском районе Воронежской области.
Входит в состав Ковалевского сельского поселения.

## Исторический очерк
В первой половине XVIII века острогожские казаки переселились в степь к востоку от города и основали здесь несколько хуторов. Одному из них положил начало острогожский казак Пухов. Семья Пухова была большой, в её составе насчитывалось несколько взрослых мужчин. Семья выехала из Острогожска и построилась в 24 верстах от города, в степи, при вершине яра Пичужного. По фамилии этой семьи и получил название хутор.
В 1767 году в Пухове было 12 семей, 4 из них носили фамилию Пуховых.
В 1859 году на хуторе Пухове Острогожского уезда было 72 двора, жителей — 329 мужчин, 307 женщин, церковь православная.
В 1860 году выстроен храм Георгия Победоносца, хутор стал селом.
В 1870 году около села положен железнодорожный путь из Воронежа на Ростов-на-Дону. Открытая в трёх верстах к северу железнодорожная станция получила такое же название — Пухово (в дальнейшем вокруг неё образовалось соседнее село под названием Ковалёво).
В 1900 году насчитывалось 129 дворов, 859 жителей (449 мужчин, 410 женщин), 1322 десятины земельных угодий, 2 общественных здания, 1 церковноприходская школа, 7 ветряков, 2 лавки.
В годы Великой Отечественной войны было практически полностью разрушено. Захвачено венгерскими войсками, союзниками фашистов, с конца июня 1942 года. Освобождено в январе 1943 года после разгрома немецко-фашистских и венгерских войск в результате Острогожско-Россошанской наступательной операции РККА.

## Население
| 1859 | 1897 | 2010 |
| ---- | ---- | ---- |
| 636  | ↗849 | ↘488 |

## Улицы
| - ул. Дорожная - ул. Железнодорожная - ул. Мира - ул. Мичурина - ул. Молодёжная - ул. Новосёлов | - ул. Садовая - ул. Центральная - ул. Школьная - пер. Первомайский - пер. Советский |

## Достопримечательности
Окраина села Пухова — место подвига Героя Советского Союза Петра Алексеевича Козлова в годы ВОВ. Отмечено памятным знаком на месте танкового боя, произошедшего в январе 1943 года.

## Известные уроженцы
- Аркадий Животко (1890—1948) — украинский общественно-политический деятель, педагог, журналист и публицист, исследователь истории украинской прессы.